# Europäisches Olympisches Winter-Jugendfestival 2011
Das Europäische Olympische Winter-Jugendfestival 2011 (European Youth Winter Olympic Festival 2011), fand vom 13. bis zum 18. Februar 2011 in Liberec statt.

## Wettkampfstätten
| Venue                    | Location           | Sports                             |
| ------------------------ | ------------------ | ---------------------------------- |
| Ještěd                   | Liberec            | Ski Alpin, Nordische Kombination   |
| Ještěd ski jumping hills | Liberec            | Skispringen                        |
| Vesec                    | Liberec            | Skilanglauf, Nordische Kombination |
| Tipsport Arena           | Liberec            | Eishockey                          |
| Svijanská Arena          | Liberec            | Eiskunstlauf                       |
| Rejdice Snowpark         | Kořenov            | Snowboard                          |
| Břízky                   | Jablonec nad Nisou | Biathlon                           |

## Sportarten, Zeitplan und Resultate
| Zeitplan des Europäischen Olympischen Winter-Jugendfestival 2011 (mit Anzahl der Entscheidungen) | Zeitplan des Europäischen Olympischen Winter-Jugendfestival 2011 (mit Anzahl der Entscheidungen) | Zeitplan des Europäischen Olympischen Winter-Jugendfestival 2011 (mit Anzahl der Entscheidungen) | Zeitplan des Europäischen Olympischen Winter-Jugendfestival 2011 (mit Anzahl der Entscheidungen) | Zeitplan des Europäischen Olympischen Winter-Jugendfestival 2011 (mit Anzahl der Entscheidungen) | Zeitplan des Europäischen Olympischen Winter-Jugendfestival 2011 (mit Anzahl der Entscheidungen) | Zeitplan des Europäischen Olympischen Winter-Jugendfestival 2011 (mit Anzahl der Entscheidungen) | Zeitplan des Europäischen Olympischen Winter-Jugendfestival 2011 (mit Anzahl der Entscheidungen) |
| ------------------------------------------------------------------------------------------------ | ------------------------------------------------------------------------------------------------ | ------------------------------------------------------------------------------------------------ | ------------------------------------------------------------------------------------------------ | ------------------------------------------------------------------------------------------------ | ------------------------------------------------------------------------------------------------ | ------------------------------------------------------------------------------------------------ | ------------------------------------------------------------------------------------------------ |
| EF                                                                                               | Eröffnungsfeier                                                                                  | ●                                                                                                | Qualifikationswettkämpfe                                                                         | ●                                                                                                | Medaillenentscheidungen/Anzahl                                                                   | SF                                                                                               | Schlussfeier                                                                                     |

| Disziplin       | Disziplin       | Disziplin             | So. 13. | Mo. 14. | Di. 15. | Mi. 16. | Do. 17. | Fr. 18. | Entscheidungen |
| Disziplin       | Disziplin       | Disziplin             | Februar | Februar | Februar | Februar | Februar | Februar | Entscheidungen |
| --------------- | --------------- | --------------------- | ------- | ------- | ------- | ------- | ------- | ------- | -------------- |
| Eröffnungsfeier | Eröffnungsfeier | Eröffnungsfeier       | EF      |         |         |         |         |         | –              |
| Biathlon        | Biathlon        | Biathlon              |         |         | 2       | 2       |         | 1       | 5              |
| Eishockey       | Eishockey       | Eishockey             |         | ●       | ●       | ●       | ●       | 1       | 1              |
| Eiskunstlauf    | Eiskunstlauf    | Eiskunstlauf          |         | ●       |         | 2       |         |         | 2              |
| Skisport        | Ski Alpin       | Ski Alpin             |         | 1       | 1       | 1       | 1       | 1       | 5              |
| Skisport        | Ski Nordisch    | Nordische Kombination |         |         | 1       |         | 1       |         | 2              |
| Skisport        | Ski Nordisch    | Skilanglauf           |         | 2       | 2       |         | 2       | 1       | 7              |
| Skisport        | Ski Nordisch    | Skispringen           |         |         | 1       |         | 1       |         | 2              |
| Skisport        | Snowboard       | Snowboard             |         |         | 2       |         | 2       |         | 2              |
| Schlussfeier    | Schlussfeier    | Schlussfeier          |         |         |         |         |         | SF      | –              |
| Entscheidungen  | Entscheidungen  | Entscheidungen        | –       | 3       | 9       | 5       | 7       | 4       | 28             |

## Teilnehmer
| 1492 Teilnehmer aus 44 Ländern | 1492 Teilnehmer aus 44 Ländern | 1492 Teilnehmer aus 44 Ländern |
| --- | --- | --- |
| - Albanien (2) - Andorra (4) - Armenien (10) - Belarus (19) - Belgien (2) - Bosnien und Herzegowina (10) - Bulgarien (21) - Dänemark (3) - Deutschland (35) - Estland (19) - Finnland (55) - Frankreich (42) - Georgien (6) - Griechenland (17) | - Großbritannien - Island (11) - Irland (3) - Italien (42) - Kroatien (11) - Lettland (44) - Liechtenstein (4) - Litauen (14) - Mazedonien (3) - Luxemburg (2) - Moldau (2) - Montenegro (4) - Monaco (1) - Niederlande (5) - Norwegen (31) | - Österreich (41) - Polen (32) - Rumänien (29) - Russland (61) - Schweden (22) - Schweiz (59) - Serbien (6) - Slowakei (50) - Slowenien (33) - Spanien (5) - Tschechien (61) - Türkei (31) - Ukraine (38) - Ungarn (7) - Zypern (2) |

## Medaillenspiegel
| Platz  | Mannschaft  | Gold | Silber | Bronze | Gesamt |
| ------ | ----------- | ---- | ------ | ------ | ------ |
| 1      | Deutschland | 6    | 5      | 5      | 16     |
| 2      | Norwegen    | 5    | 4      | 6      | 15     |
| 3      | Schweden    | 4    | 1      | 1      | 6      |
| 4      | Finnland    | 3    | 3      | 2      | 8      |
| 5      | Italien     | 2    | 3      | 1      | 6      |
| 6      | Russland    | 2    | 2      | 4      | 8      |
| 7      | Tschechien  | 2    | –      | –      | 2      |
| 8      | Österreich  | 1    | 3      | 3      | 7      |
| 9      | Schweiz     | 1    | 2      | 3      | 6      |
| 10     | Slowenien   | 1    | 2      | –      | 3      |
| 11     | Polen       | 1    | –      | –      | 1      |
| 12     | Frankreich  | –    | 2      | 2      | 4      |
| 13     | Slowakei    | –    | 1      | –      | 1      |
| 14     | Belgien     | –    | –      | 1      | 1      |
| Gesamt | Gesamt      | 28   | 28     | 28     | 84     |